# 레토팔레나
레토팔레나(이탈리아어: Lettopalena)는 이탈리아 아브루초주 키에티도에 있는 코무네이다.